# Gromada Wrzosowa
Gromada Wrzosowa war eine Verwaltungseinheit in der Volksrepublik Polen zwischen 1954 und 1972. Verwaltet wurde die Gromada vom Gromadzka Rada Narodowa, dessen Sitz sich in Wrzosowa befand und der aus 27 Mitgliedern bestand.

Die Gromada Wrzosowa gehörte zum Powiat Częstochowski in der Woiwodschaft Katowice (bis 1956 Stalinogród) und bestand aus den ehemaligen Gromadas Huta Stara „A“, Korwinów, Nowa Wieś, Słowik und Wrzosowa sowie dem Dorf Huta Stara „B“ aus der ehemaligen Gromada Huta Stara „B“ der aufgelösten Gmina Wrzosowa und der Forstfläche Nr. 232 aus dem Forstbezirk Olsztyn.
Zum 31. Dezember 1961 wurde die aufgelöste Gromada Brzeziny Wielkie in die Gromada Wrzosowa eingegliedert.
Am 1. Januar 1968 wurde eine Fläche von 9,7 ha (neben dem Dorf Brzeziny Wielkie) aus Częstochowa herausgelöst und in die Gromada Wrzosowa angeschlossen.
Die Gromada Wrzosowa bestand bis zum 1. Januar 1973.